# 占巴的赖
因陀羅跋摩六世（梵語：Indravarman VI；占語：Ngauk Klaung；？—1441年），《明史》稱之為占巴的賴，《大越史記全書》稱之為巴的吏（Ba Dich Lai），是占城第十四王朝第二代王，1400年至1441年在位。羅皚之子。
1402年（永樂元年），越南胡朝軍隊攻陷占城國都新州（在今越南平定省），將占城當作胡朝的臣屬。永樂帝出兵討伐胡朝，1407年，明軍攻佔胡朝都城清化，滅亡胡朝，占城趁機奪回被胡朝侵占的土地。
占巴的賴解除了北方的威脅後，出兵侵略吳哥王朝，打敗國王奔哈·亞。1408年，鄭和船隊至占城，占巴的賴以禮待之，並派王孫舍楊該赴明朝貢。
1415年，明朝討伐越南的陳季擴，命令占城出兵相助。占城暗中支持陳季擴的事實被人揭發，占巴的賴遣使謝罪。1418年，派王孫舍那挫赴明朝朝貢。1426年，明朝遣黃原昌出使占城，占城奉明朝正朔。1436年（正統元年），明英宗令占城改一年一貢為三年一貢。1441年占巴的賴病死，其孫摩訶賁該嗣位。
| 占巴的賴    |                                  |                 |
| 前任： 羅皚 | 占婆第十四王朝君主 1400年—1441年 | 繼任： 摩訶賁該 |
| 前任： 羅皚 | 占婆國王 1400年—1441年           | 繼任： 摩訶賁該 |